# Carl Friedrich Wilhelm Cruse
Carl Friedrich Wilhelm Cruse (13 de mayo de 1803 - 1873) fue un farmacéutico, naturalista, médico alemán. Entre 1857 a 1858 fue prorector de la Universidad de Königsberg Albertina.

## Honores

### Epónimos
- (Vitaceae) Cissus crusei Wild & R.B.Drumm.[1]

- La abreviatura «Cruse» se emplea para indicar a Carl Friedrich Wilhelm Cruse como autoridad en la descripción y clasificación científica de los vegetales.[2]